# スカパーJSATホールディングス
株式会社スカパーJSATホールディングス（スカパージェイサットホールディングス、英: SKY Perfect JSAT Holdings Inc.）は、放送・通信企業の集合体「スカパーJSATグループ」を統括する持株会社（純粋持株会社）。伊藤忠商事、および同社とフジ・メディア・ホールディングスが出資する伊藤忠・フジ・パートナーズの持分法適用関連会社である。

## 沿革
- 2006年（平成18年）10月26日 - 株式会社スカイパーフェクト・コミュニケーションズ（以下「スカパー」）及びJSAT株式会社、持株会社の設立による経営統合の基本合意を発表。
- 2007年（平成19年）
  - 2月9日 - スカパー、JSAT個々に臨時株主総会を開催し経営統合を決議。
  - 3月27日 - スカパー及びJSAT、ともに東証1部上場を廃止。
  - 4月2日 - スカパー及びJSAT、株式移転によりスカパーJSAT株式会社（初代）を設立、両社はその完全子会社となり、スカパーJSATは東証1部へ上場。
  - 9月18日 - 本社を東京都千代田区丸の内から港区赤坂一丁目（第35興和ビル）へ移転、同月25日までにグループ内の多くの企業を本社ビルに集約。
- 2008年（平成20年）
  - 3月31日 - JSATと競合関係にあった、宇宙通信株式会社の発行済株式97%を取得、同社を連結子会社とする。
  - 6月27日 - 商号をスカパーJSAT株式会社から株式会社スカパーJSATホールディングスへ、本店を東京都千代田区有楽町から現本社所在地へそれぞれ変更。
  - 10月1日
    - スカパーの衛星放送子会社であった株式会社スカパー・ブロードキャスティング、マルチチャンネルエンターテイメント株式会社（現・株式会社スカパー・エンターテイメント）、株式会社eTENを、吸収分割によりスカパーJSATホールディングスの直接子会社とする。
    - 宇宙通信の発行済株式を3%を三菱商事から取得により完全子会社化。
    - 基幹事業子会社の宇宙通信、JSAT、スカパーが合併、その存続法人となったスカパーは商号変更しスカパーJSAT株式会社に。持株会社の本企業が設立時に使用したものと同名であり、合併後の基幹事業子会社は、2代目のスカパーJSAT株式会社となった。
- 2010年（平成22年）4月1日 - 子会社のスカパー・ブロードキャスティングとeTENが合併し、スカパー・ブロードキャスティングが存続会社となる。
- 2014年（平成26年）
  - 8月6日 - 筆頭株主が伊藤忠商事退職給付信託口から伊藤忠商事が設立した完全子会社のITCパートナーズ株式会社へ異動。
  - 8月27日 - ITCパートナーズにフジ・メディア・ホールディングスが現物出資し、社名を伊藤忠・フジ・パートナーズ株式会社に変更。同社の出資比率が22.2%となり、同社および同社の親会社である伊藤忠商事がその他の関連会社となる。
- 2017年（平成29年）12月25日 - 本社並びに同居するグループ企業を港区赤坂一丁目の第35興和ビルから近隣の赤坂インターシティAIRへ移転。

## 企業グループ
スカパーJSATホールディングスを頂点とするスカパーJSATグループは、主に日本を重点としたアジア・太平洋地域、及び北米大陸・カリブ海周辺をカバーする合計十数機の通信衛星を保有し、売上ベースで世界第5位（アジア首位）の衛星系電気通信事業をベースとして、日本国内の放送分野において、唯一となる有料放送管理事業者の他、衛星系及び有線系の放送事業者、コンテンツ管理・制作事業者などを擁している。

### 主な子会社
- スカパーJSAT株式会社
  - JSATインターナショナル インク（JII）
  - JSAT MOBILE Communications株式会社
  - 株式会社スカパー・カスタマーリレーションズ（SPCC）
- 株式会社スカパー・ブロードキャスティング（SPBC）
- 株式会社スカパー・エンターテイメント（SPET）

### 主要サービス等
- 衛星放送プラットフォーム：スカパー! - スカパー!プレミアムサービス
- 有線放送：スカパー!プレミアムサービス光 - 光パーフェクTV!
- 有料チャンネル：スカチャン - FIGHTING TV サムライ - スポーツライブ+ - e-天気.net
- 通信衛星：JCSAT - SUPERBIRD - N-SAT-110 - Horizons - N-STAR